# Poienile cu narcise de la Dumbrava Vadului
Poienile cu narcise de la Dumbrava Vadului este o arie protejată (arie specială de conservare — SAC, sit de importanță comunitară — SCI) din România, desemnată în scopul protejării biodiversității și menținerii într-o stare de conservare favorabilă a florei spontane și faunei sălbatice, precum și a habitatelor naturale de interes comunitar aflate în arealul zonei protejate. Aceasta se întinde pe o suprafață 401,9 ha, integral pe uscat.

## Localizare
Centrul sitului Poienile cu narcise de la Dumbrava Vadului este situat la coordonatele 45°46′22″N 25°06′10″E / 45.772769°N 25.102667°E. Situl se întinde pe teritoriul administrativ ale comunelor Șercaia și Șinca din județul Brașov.

## Înființare
Poienile cu narcise de la Dumbrava Vadului a fost declarat sit de importanță comunitară (ROSCI0205) în decembrie 2007 pentru a proteja 1 specie de plante și 8 specii de animale. Situl a fost protejat și ca arie specială de conservare (ROSAC0205) în mai 2022. Acesta include rezervația naturală Poienile cu narcise din Dumbrava Vadului.

## Biodiversitate
Situată în ecoregiunea continentală, aria protejată conține 6 habitate naturale: Păduri mixte riverane de Quercus robur, Ulmus laevis și Ulmus minor, Fraxinus excelsior sau Fraxinus angustifolia, de-a lungul marilor râuri (Ulmenion minoris), Păduri de stejar și de carpen dacice, Pajiști cu Molinia pe soluri calcaroase, turboase sau argilos-nămoloase (Molinion caeruleae), Liziere de ierburi înalte hidrofile de câmpie și de nivel montan până la alpin, Pajiști aluvionare inundabile, de Cnidion dubii, Fânețe de joasă altitudine (Alopecurus pratensis, Sanguisorba officinalis).
La baza desemnării sitului se află mai multe specii protejate:
- plante (1): pipiriguț (Eleocharis carniolica)
- amfibieni (1): izvoraș-cu-burta-galbenă (Bombina variegata)
- mamifere (1): urs brun (Ursus arctos)
- nevertebrate (6): fluturele auriu (Euphydryas aurinia), Euplagia quadripunctaria, Leptidea morsei, fluturele purpuriu (Lycaena dispar), Lycaena helle, Maculinea teleius

Pe lângă speciile protejate, pe teritoriul sitului au mai fost identificate 15 specii de plante, 2 specii de nevertebrate.